# Astragalus aboriginum
Astragalus aboriginum är en ärtväxtart som beskrevs av Spreng.. Astragalus aboriginum ingår i släktet vedlar, och familjen ärtväxter.

## Underarter
Arten delas in i följande underarter:
- A. a. aboriginum
- A. a. lepagei
- A. a. richardsonii